# Мехниця (Опольське воєводство)
Мехниця (пол. Mechnica) — село в Польщі, у гміні Ренська Весь Кендзежинсько-Козельського повіту Опольського воєводства.
Населення — 754 особи (2011).

## Демографія
Демографічна структура станом на 31 березня 2011 року:
|          | Загалом | Допрацездатний вік | Працездатний вік | Постпрацездатний вік |
| -------- | ------- | ------------------ | ---------------- | -------------------- |
| Чоловіки | 382     | 79                 | 250              | 53                   |
| Жінки    | 372     | 60                 | 221              | 91                   |
| Разом    | 754     | 139                | 471              | 144                  |